# NGTS-12
NGTS-12 — одиночная звезда в созвездии Гидры на расстоянии около 1438 световых лет (около 441 парсек) от Солнца. Видимая звёздная величина звезды — +12,27m. Возраст звезды определён как около 9,4 млрд лет.
Вокруг звезды обращается, как минимум, одна планета.

## Характеристики
NGTS-12 — жёлтый карлик спектрального класса G. Масса — около 1,021 солнечной, радиус — около 1,589 солнечного, светимость — около 2,18 солнечной. Эффективная температура — около 5585 K.

## Планетная система
В 2020 году группой астрономов, работающих в рамках проекта NGTS, было объявлено об открытии планеты NGTS-12 b.